# Wojciech Krygier
Wojciech Krygier (1800–1853) – polski metalurg, przedsiębiorca.
Wojciech Krygier urodził się w Sandomierszczyźnie w 1800 roku. Był wybitnym metalurgiem, synem niemieckiego specjalisty hutniczego. Przyczynił się do rozwoju przemysłowego w Staropolskim Okręgu Przemysłowym. W roku 1837 kupił dobra Rzuców i przystąpił do rozbudowy znajdujących się tam fabryk. Wybudował własną walcownię blachy, drutarnię i gwoździarnię. (pierwszą w Królestwie Polskim 1846 r.)
Jako pierwszy w Polsce zaprojektował i zbudował piece pudlingowe, zakład w Rzucowie posiadał ich pięć. Produkowano tu 567 ton surówki i 648 żelaza rocznie. W 1856 roku wielki piec został przebudowany przez Andrzeja Krygiera. Walcownia w 1860 zatrudniała 133 robotników. Zakład posiadał 3 maszyny parowe i 7 kół wodnych, a roczna produkcja wynosiła ok. 1500 ton wyrobów. Krygierowi okres rozwoju zawdzięczają także Machory. Krygierowie zbudowali na cmentarzu w Chlewiskach okazały grobowiec. Tu w końcu lipca 1853 pochowano Wojciecha Krygiera.